# Tapis de fleurs
Pour les articles homonymes, voir Tapis (homonymie).
Un tapis de fleurs (en allemand Blumenteppich, en anglais flower carpet, en catalan catifes des flors, en espagnol alfombra de flores, en italien infiorata) est un dessin réalisé sur le sol avec des fleurs ou des pétales de fleurs, à l'origine à l'occasion de fêtes religieuses.
En Europe occidentale, cette coutume est la plupart du temps liée aux processions du Saint-Sacrement de la Fête-Dieu, mais aussi parfois à l'Assomption ou à d'autres fêtes de la Vierge Marie. En Amérique latine, la réalisation de tapis de sciure colorée et de fleurs serait une tradition héritée des Mayas, et aujourd'hui associée aux processions de la Semaine sainte ou de la Fête-Dieu.
Des tapis de fleurs sont aussi réalisés pour célébrer des événements ou des anniversaires, ou parfois dans un but philanthropique.

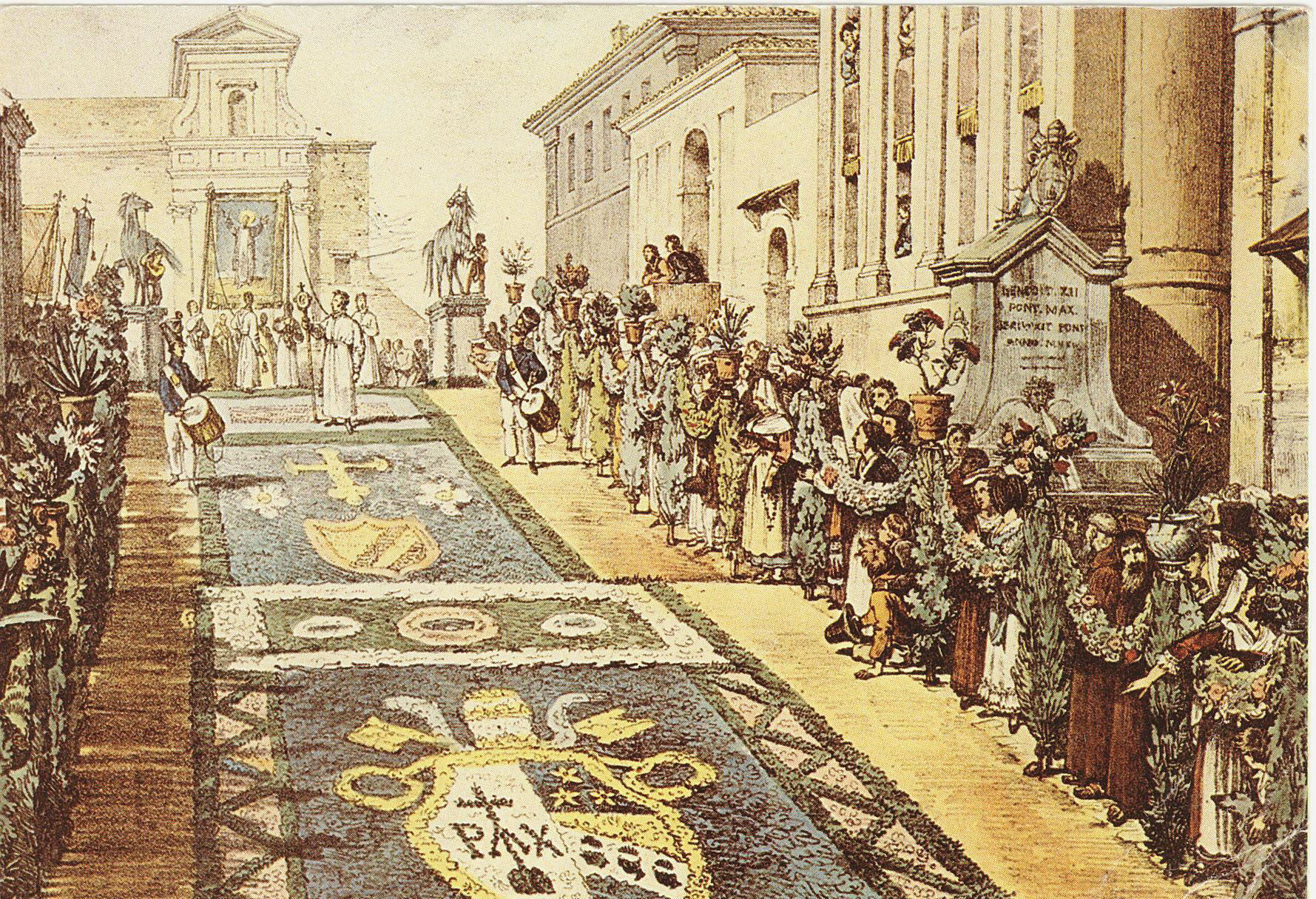
Antoine-Jean-Baptiste Thomas, Infiorata à Genzano (1817)

## En Amérique

### États-Unis
- À Cincinnati (Ohio), depuis 2006, dans le cadre des floralies, un tapis de pensées de quelque 650 m2 est installé en avril sur Fountain Square en collaboration avec le Cincinnati Art Museum. À l'issue de la manifestation, les fleurs sont offertes aux visiteurs[1],[2].

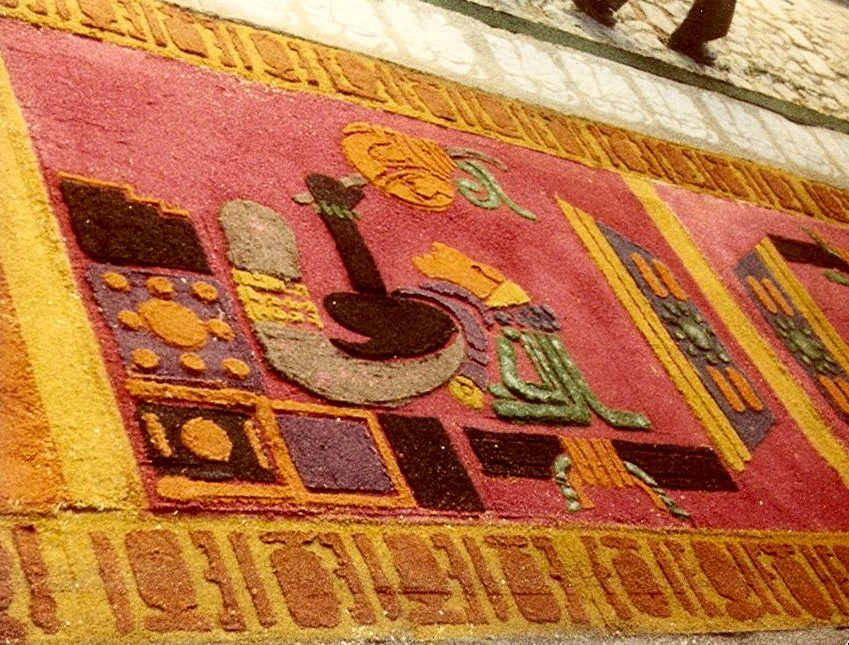
Antigua Guatémala, 1980 (motif maya pré-colombien)

### Guatémala
- À Antigua, la création de tapis de sciure colorée décorés de fleurs et de fruits trouve son apogée durant la semaine sainte où ces tapis couvrent les rues et le sol de la cathédrale pour la procession du Vendredi saint.
- À Patzún, à l'occasion de la Fête-Dieu[3].

### Mexique
- À Tlaxcala de fabuleux tapis de fleurs et de sciure colorée sont réalisés chaque année le 15 août pour célébrer l'Assomption.
- Le 24 octobre 2008 des tapis de fleurs ont été exceptionnellement réalisés pour commémorer la journée de l'Organisation des Nations unies[4].

### Pérou
À Tarma et à Huancavelica, des tapis de fleurs, à motifs religieux ou naturalistes, sont réalisés durant la Semaine sainte.

### Venezuela
À Araira (es) dans l'État de Miranda, depuis 1992, des tapis de fleurs sont installés le 16 juillet pour la fête de Notre-Dame du Mont-Carmel.

## En Asie

### Inde

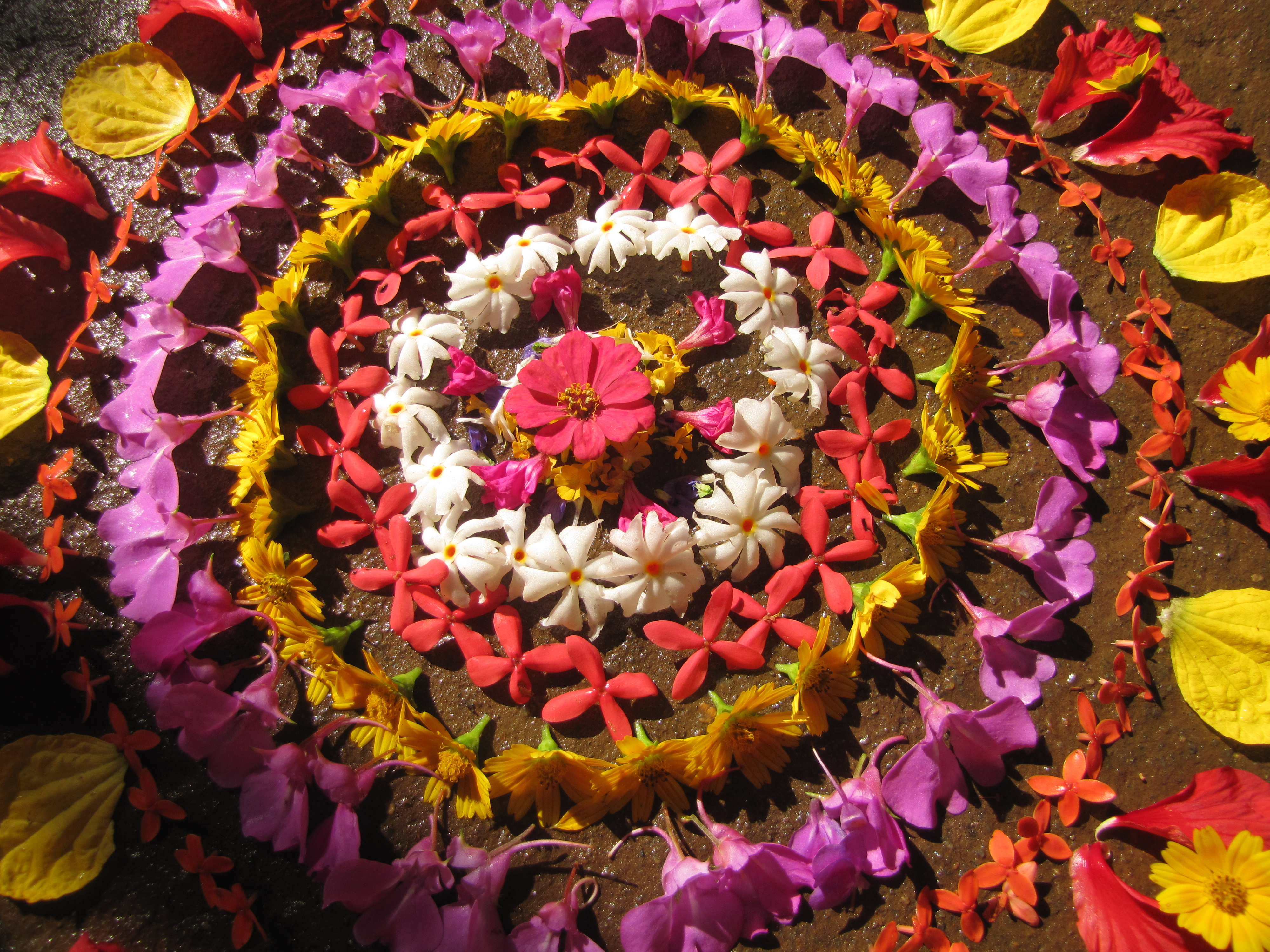
Pookalam (Rangoli de fleurs) au Kerala, pour Onam.

Dans l'État de Kerala, les seuils des maisons sont décorés de fresques florales colorées et de tapis de fleurs à l'occasion de la fête des moissons ou Onam. Ces réalisations sont appelées പൂക്കളം (pūkkaḷaṃ) en malayalam.

### Israël
Parmi les manifestations organisées pour célébrer le 100e anniversaire de Tel Aviv le 15 septembre 2009, un tapis de fleurs créé par un artiste belge, Koen Vondenbusch.

### Japon

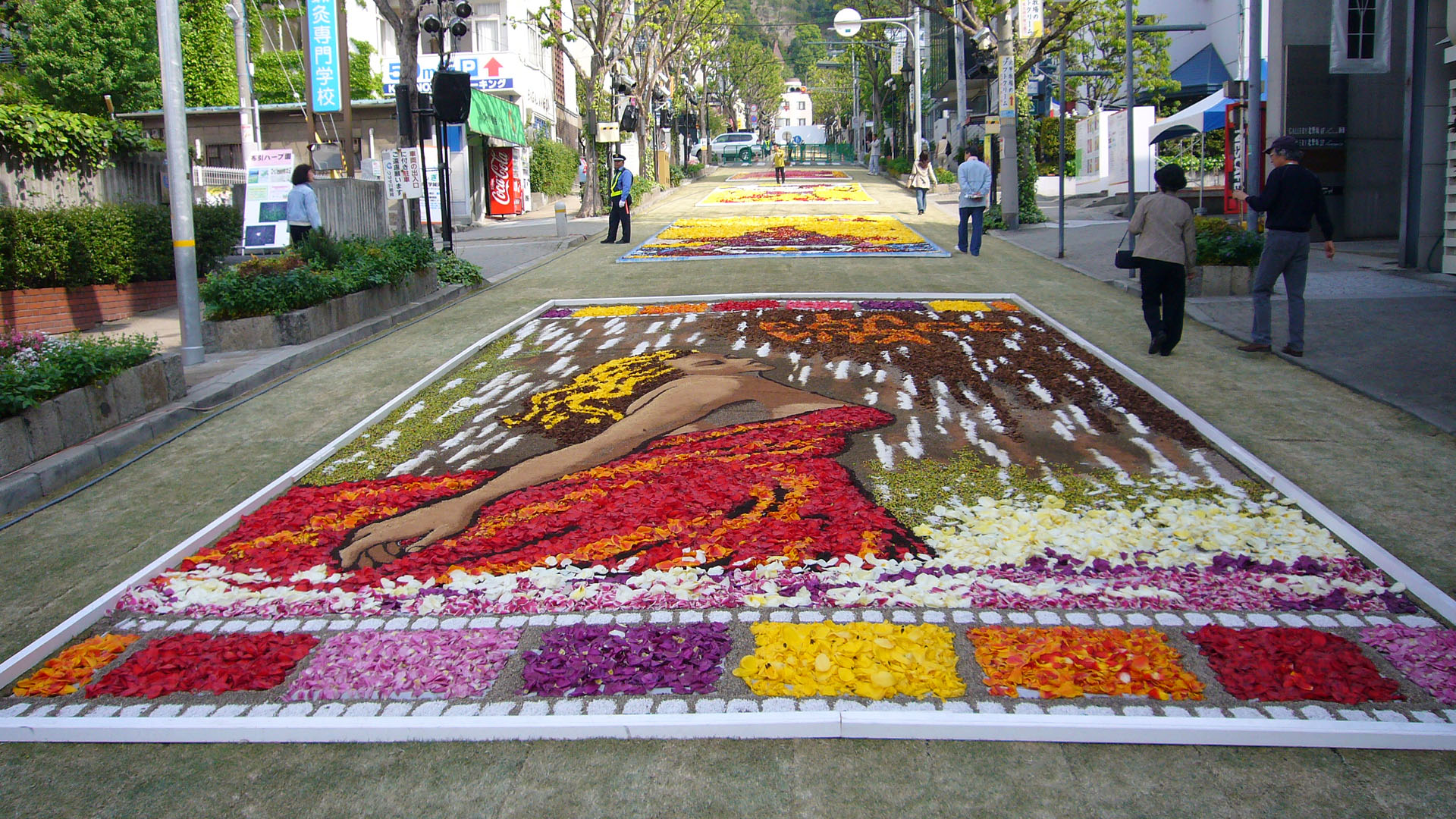
Kobe, Japon, 4 mai 2006

À Kitanozaka, KobeKōbe, la pose de tapis de fleurs n'est pas liée à une fête religieuse.

## En Europe

### Allemagne
À l'occasion de la Fête-Dieu, des tapis de fleurs sont installés
- à Aulendorf ;
- à Bad Liebenstein, devant l'église Saint-Kilian (de) depuis 1970[8]

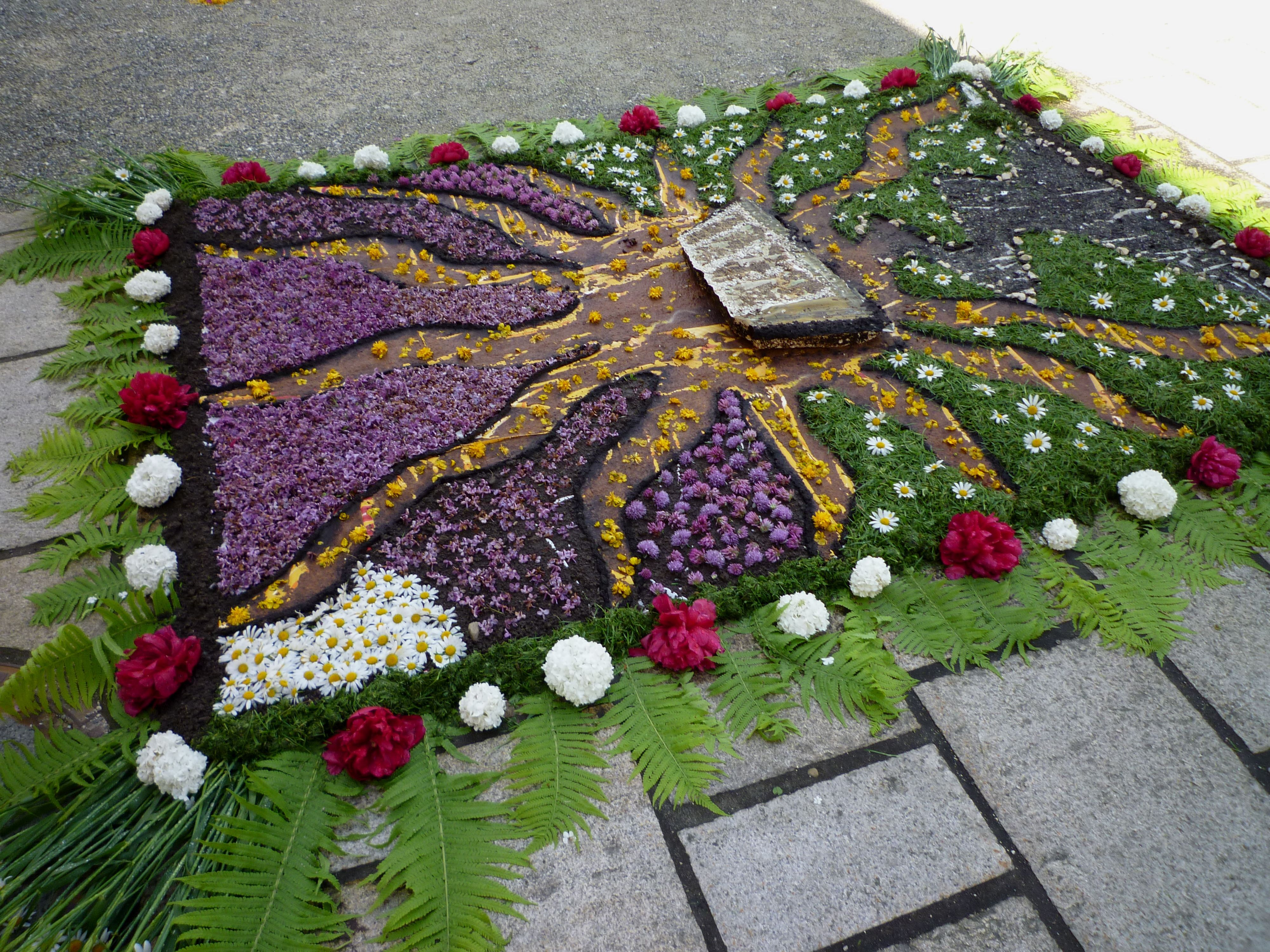
Aulendorf, juin 2010
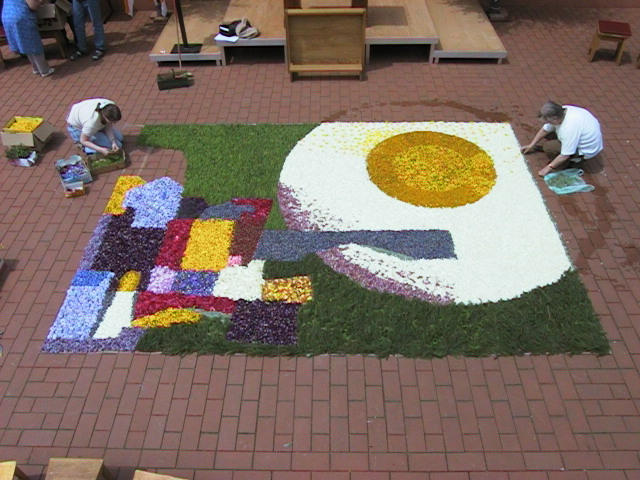
Bad Liebenstein, 2002

### Belgique
- À Bruxelles, tous les 2 ans depuis sa création en 1971 par l'architecte paysagiste, Etienne Stautemans, le week-end du 15 août, fête de l'Assomption, la Grand-Place est recouverte d'un tapis d'environ 2 000 m2 (ca. 80 × 25 m) d'un demi million de fleurs, essentiellement des bégonias tubéreux (Begonia tuberosa grandiflora)[9] à raison de plus de 300 par m². Plus d'une centaine de volontaires sont nécessaires pour mettre en place, sur un dessin grandeur nature du tapis en plastique transparent et micro-perforé, le décor d'herbes et d'écorces où seront disposées les fleurs, produites sur commande spéciale par les horticulteurs de la région gantoise en Flandre-Orientale. En 2024, pour sa 23e édition le tapis est composé de dalhias au lieu des traditionnels bégonias[10]. Chaque tapis est dessiné selon un thème particulier :
  - 1990 : année Mozart ;
  - 1994 : 50e anniversaire de la libération de Bruxelles ;
  - 1998 : …
  - 2002 : le tapis de fleurs qui évoque les jardins du Château de Versailles est agrémenté de fontaines ;
  - 2004 : Art nouveau ;
  - 2006 : Moyen Âge et alchimie ;
  - 2008 : tapis de la manufacture de la Savonnerie, orné de fleurs de lys, guirlandes de roses, feuilles d'acanthe, cornes d'abondance et Saint-Michel terrassant le dragon (symbole de la ville de Bruxelles) ; ce thème a été choisi en hommage à la présidence française de l’Union européenne, le véritable tapis du XVIIIe siècle qui a servi de modèle étant simultanément exposé à l'hôtel de Ville ;
  - 2010 : l’Europe au cœur de Bruxelles, tapis orné d'un logo EU et d'une fontaine à douze jets, symbolisant les douze étoiles du drapeau européen, en hommage à la présidence belge de l’Union européenne. Pour obtenir le noir des couleurs nationales de la Belgique, quelques dahlias ont été utilisés en plus des traditionnels bégonias[11] ;
  - 2012 : la Grand-place exhibe les couleurs de l'Afrique dans un dessin inspiré par les tissus traditionnels, les costumes tribaux et les boucliers précoloniaux[12] ;
  - 2014 : la ville de Bruxelles commémore le cinquantième anniversaire de l'immigration turque en Belgique et à Bruxelles ;
  - 2016 : cette année, ce sont les 150 ans d’amitié entre le Japon et la Belgique qui sont mis à l’honneur ;
  - 2018 : le Mexique est à l'honneur[13];
  - 2024 : le tapis de dahlias dessiné par l'artiste liégeoise Océane Cornille s'inspire du Street Art et de l'Art nouveau pour illustrer la diversité de Bruxelles et l'interconnexion entre ses différents quartiers[14].

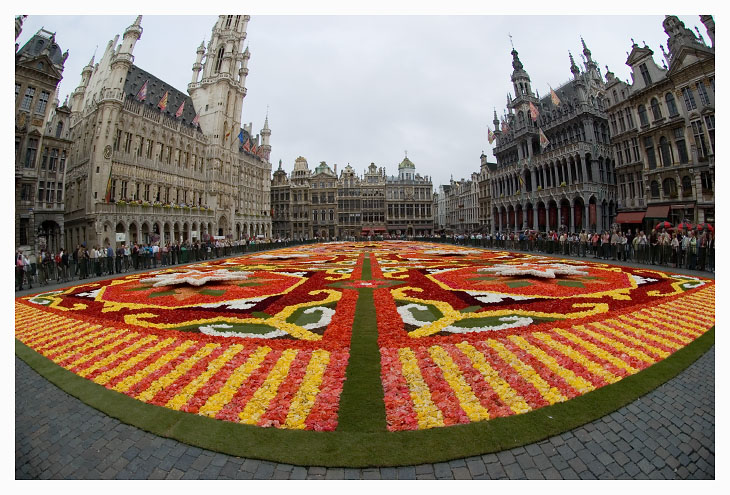
Bruxelles, Grand-Place, 2006.
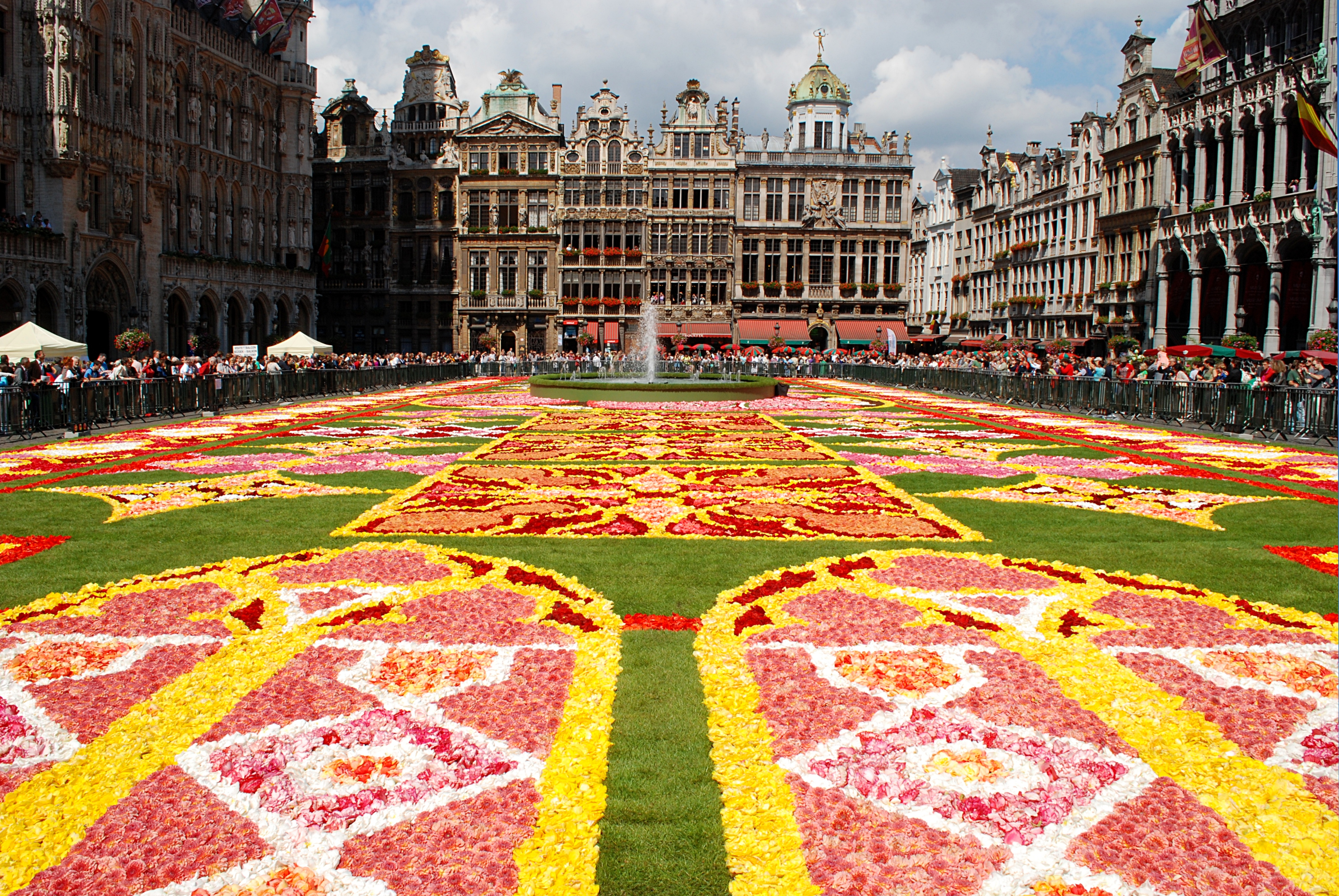
Bruxelles, Grand-Place, 2010.
Bruxelles, Grand-Place, 2016.
Bruxelles, Grand-Place, 2018.

- À Louvain, chaque année, le premier week-end de septembre, à l'occasion de la kermesse, la Grand-Place (Grote Markt) est recouverte d'un tapis de bégonias, illustrant un thème particulier
  - 2005 : à la suite d'une erreur administrative, le départ du Grand Prix Jef Scherens avait été programmé sur la Grand-Place au moment où celle-ci devait être couverte de son traditionnel tapis de fleurs ; le bourgmestre, Louis Tobback, proposa un compromis : le tapis représenterait l'ancien coureur cycliste Jef Scherens et le départ de la course serait déplacé de quelques dizaines de mètres[15].
  - 2006 : les droits de l'homme et Amnesty International
  - 2007 : 200e anniversaire du corps des sapeurs-pompiers de la ville[16]
  - 2008 : …
  - 2009 : hommage au peintre primitif flamand Rogier van der Weyden, à l'occasion de l'ouverture de « M », le nouveau musée de Louvain
- À Moorsel, un tapis de fleurs, illustrant une scène typique du temps passé, est réalisé à l'occasion de la fête annuelle ou « Pikkeling » qui se tient le dernier week-end de juillet.
- Seneffe : le dernier week-end d'août, le plus grand tapis de fleurs de Wallonie est installé dans la cour du château de Seneffe[17],[18]. En 2011, un effet 3D est obtenu depuis la terrasse du balcon[19].
- Fin août 2009, Zaventem a rendu hommage à l'artiste Nand Bruyninckx, originaire de la commune, par un tapis de fleurs et une exposition[20].

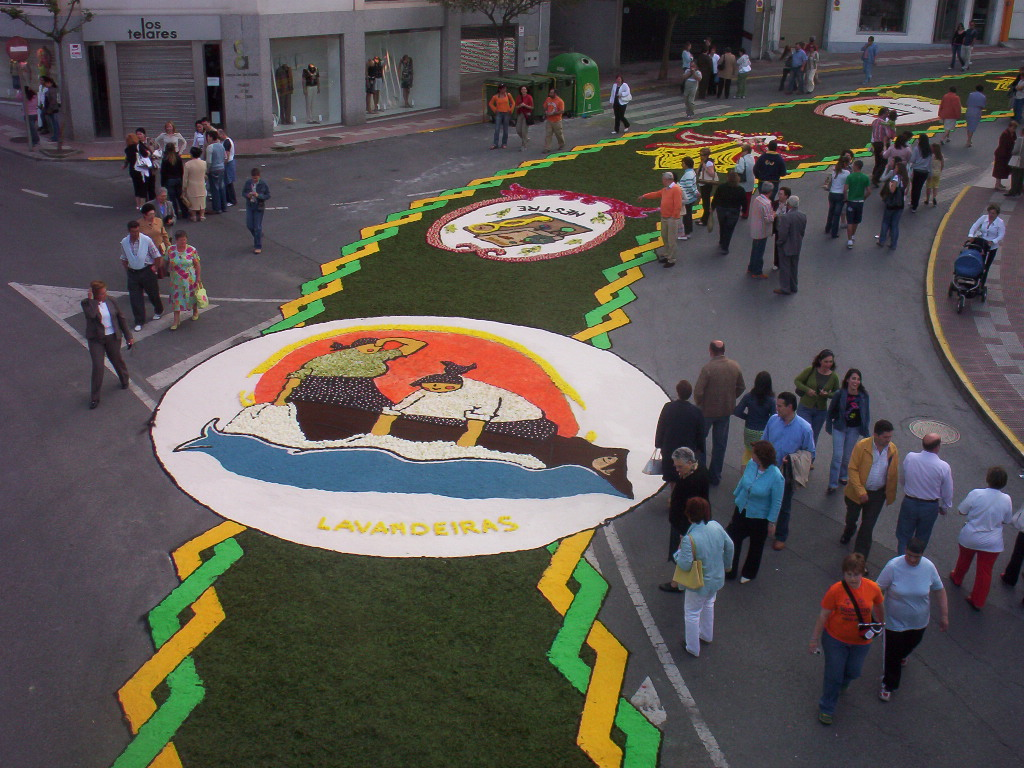
Tapis de fleurs de Burela en 2007.

### Espagne
La Fête-Dieu est l'occasion de festivités avec tapis de fleurs et procession :
- à Burela en Galicie ;
- à Cabrils ((en)) et à Sitges, en Catalogne[21] ;
- à Losar de la Vera, Cáceres ;
- à Tamarite de Litera en Aragon ;
- à Tenerife, La Orotava (tapis de fleurs et de terres colorées)[22].

### France
- Sur l'île de Ouessant, le jour de la Fête-Dieu, le parcours de la procession du Saint-Sacrement est décoré de dessins réalisés avec des pétales de fleurs[23].
- À Geispolsheim, en Alsace, à l'occasion de la Fête-Dieu, le parcours de la procession est entouré de tapis de fleurs.

### Grande-Bretagne
- Le 25 août 2005, à l'initiative du Lions Clubs, un tapis de fleurs a été réalisé dans les jardins de l'abbaye de Bury St Edmunds au profit de l'Hôpital des Enfants d'Est-Anglie[24].

### Italie
Les tapis de fleurs, en italien infiorata, le plus souvent élaborés à l'occasion de la Fête-Dieu, sont une tradition née à Rome dans la première moitié du XVIIe siècle et particulièrement répandue dans le Latium et en Ombrie.
- À Bolsena où aurait eu lieu, en 1263, le miracle à l'origine de la Fête-Dieu.
- À Civita di Bagnoregio, pour la fête de San Donato de Ripacandida le 17 août, le sol de l'église est décoré de tableaux de pétales de fleurs et de feuilles de plantes indigènes.
- Farnatella, Sienne
- Gênes, Euroflora[25], une des plus grandes expositions florales du monde qui se tient tous les cinq ans dans la ville, est parfois le lieu de tapis de fleurs
- À Genzano di Roma, le week-end qui suit la Fête-Dieu, les rues et la montée vers la cathédrale sont recouvertes d'un tapis de fleurs reproduisant des chefs-d'œuvre de la peinture. Le week-end précédant la fête est celui de l'infiorata des enfants.
- Itri, le jour de la Fête-Dieu, la via della Repubblica est couverte de tapis de fleurs reproduisant des images sacrées et des vues de la ville, comme le château ou les églises ; à la fin de la journée, la procession passe sur ces tapis.
- Marino, le 11 juin à l'occasion de la fête de Saint Barnabé.
- Noto
- À Spello, où l'infiorata a aussi lieu à la Fête-Dieu, le Museo delle Infiorate évoque l'histoire de cette tradition et montre des photos de tapis de fleurs en Italie, ainsi qu'à Bruxelles et à Bethléem.
- Torgiano
- Tuoro sul Trasimeno
- À Genazzano, chaque année le premier dimanche du mois de juillet.

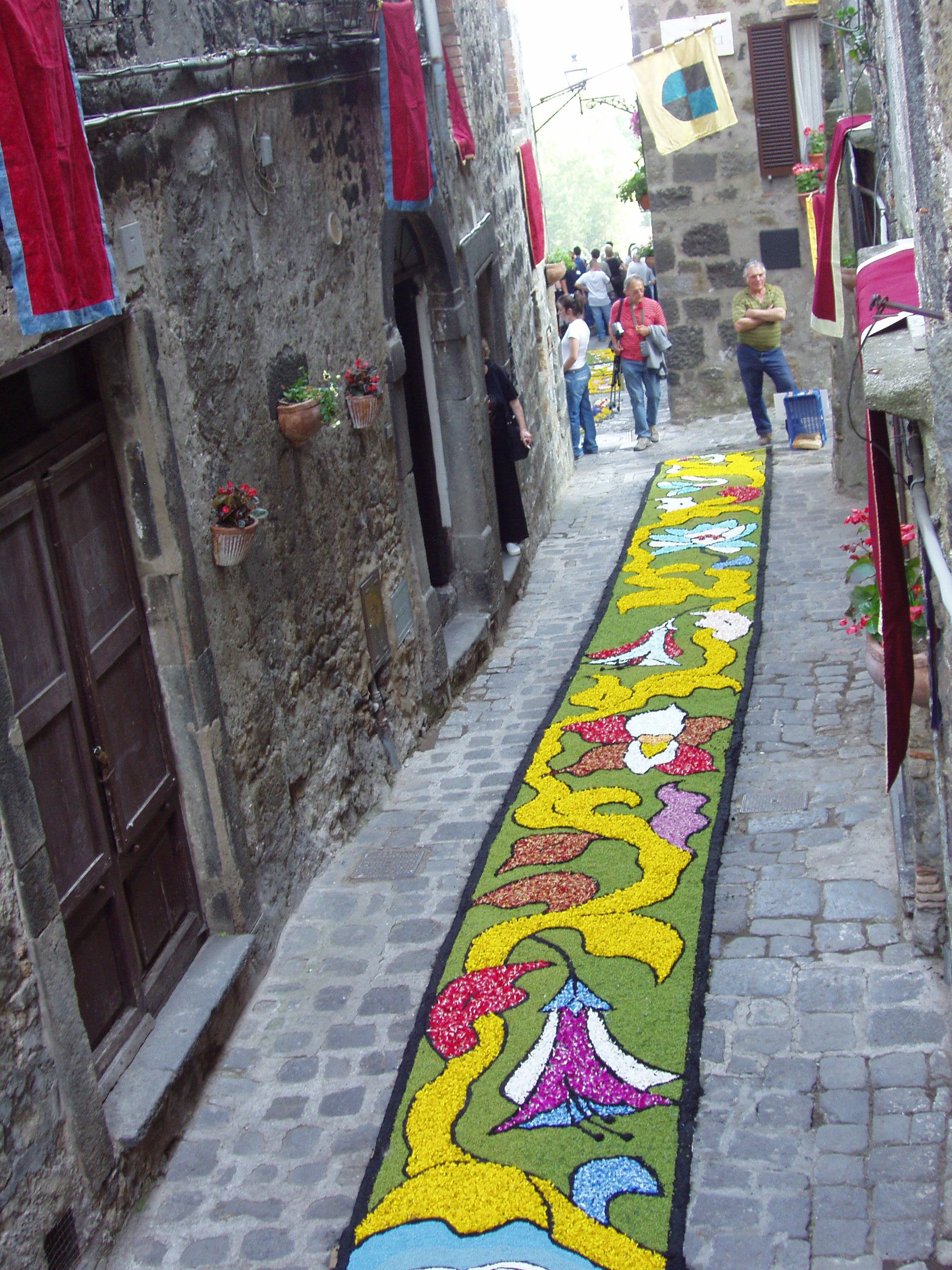
Bolsena, 10 juin 2007.
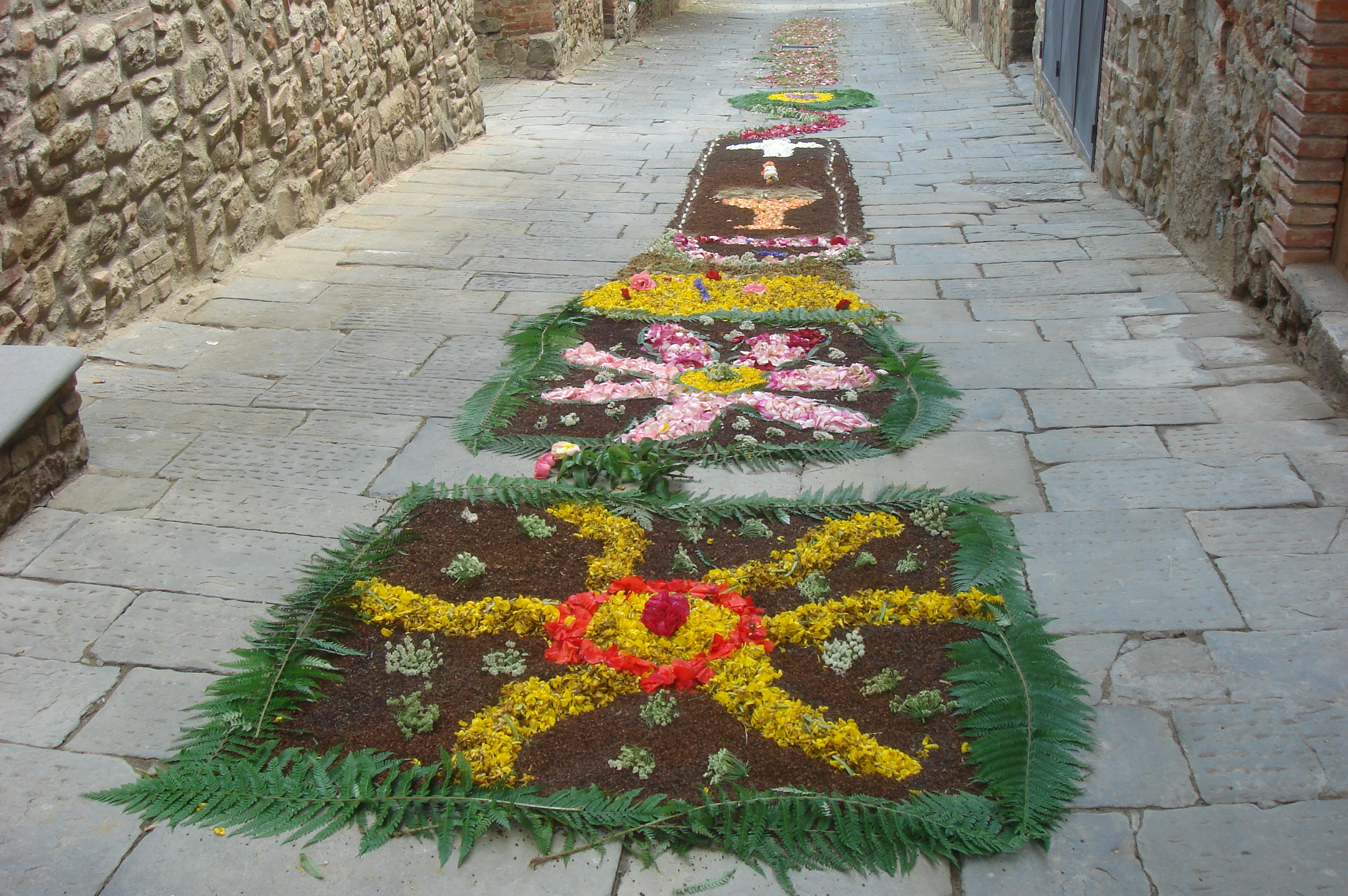
Farnatella, Sienne.
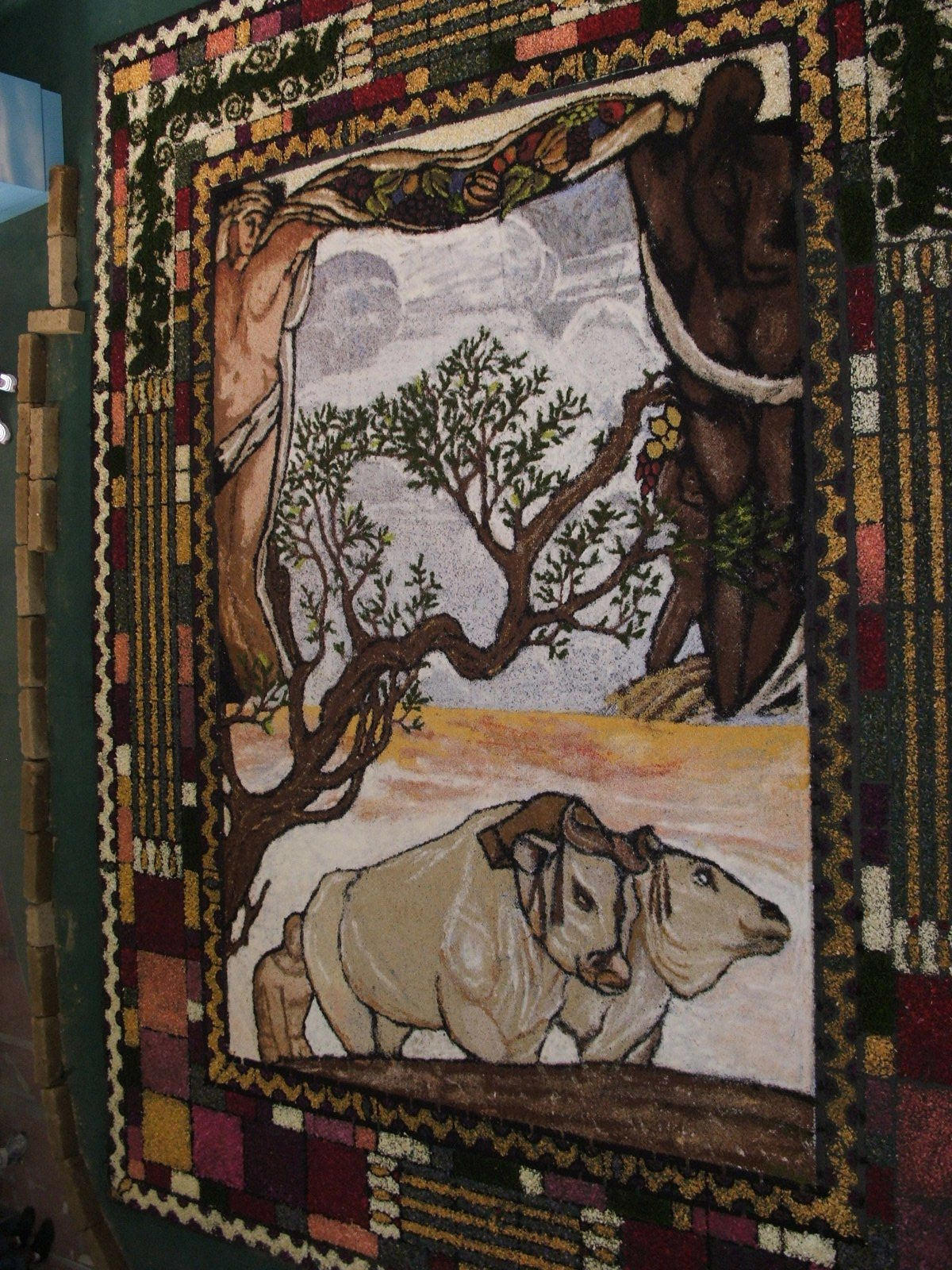
Euroflora - Gênes.
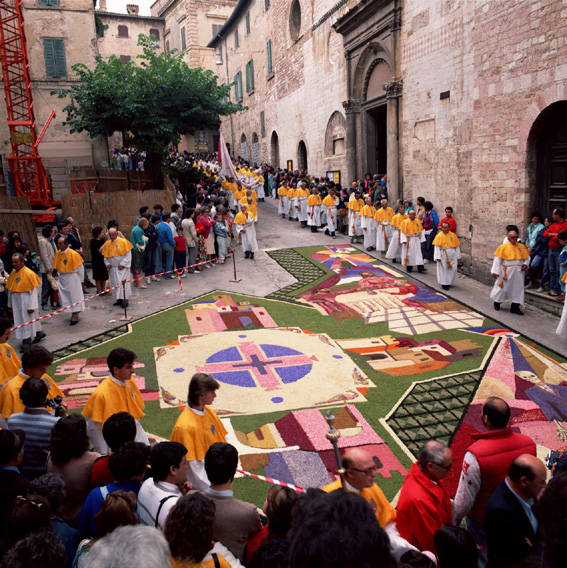
Spello.
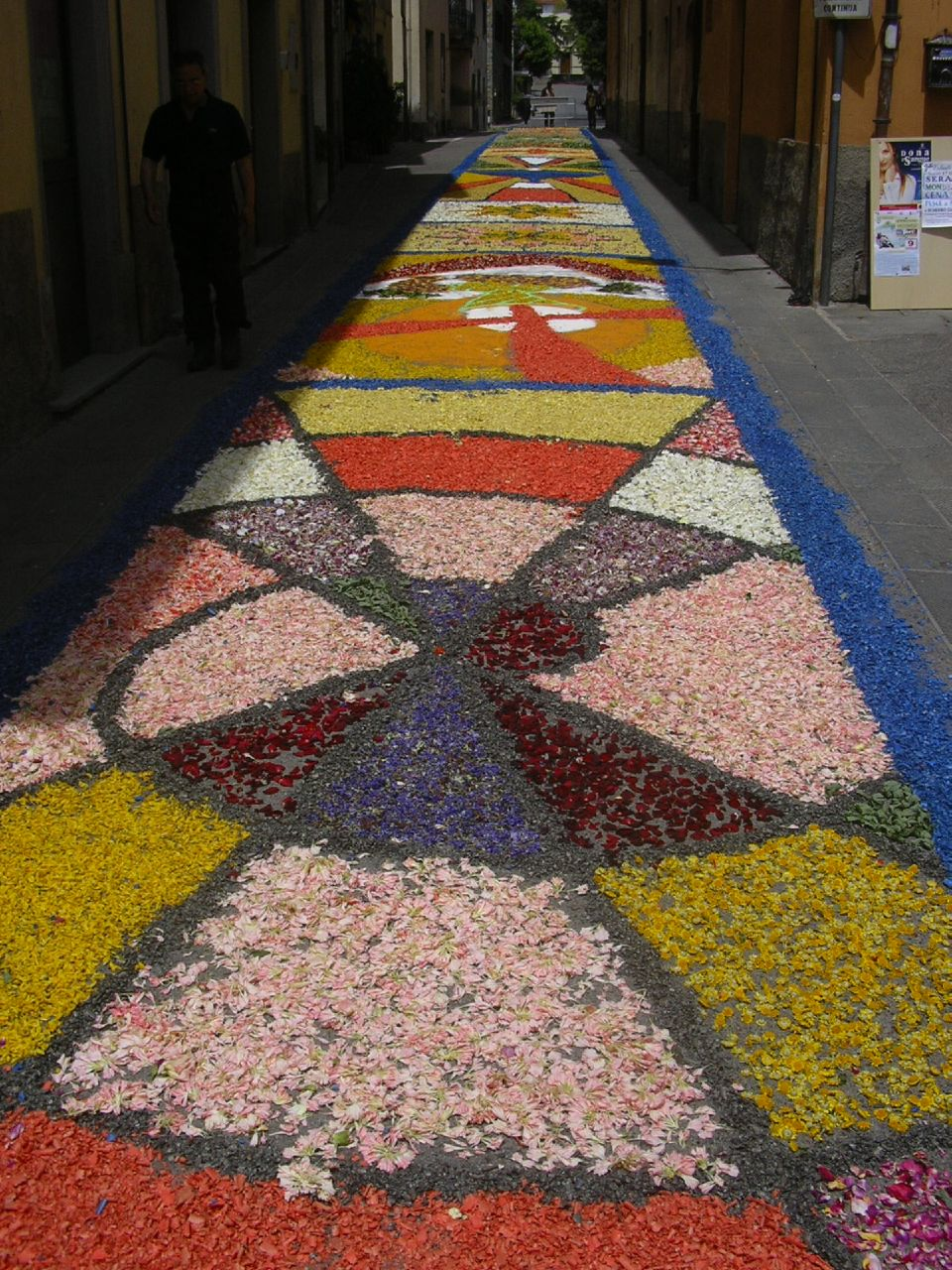
Tuoro sul Trasimeno.

### Pays-Bas
- Depuis 2001, la dernière semaine d'août, un tapis de fleurs de bégonias décore la ville de Hoorn[26].

### Pologne
À Spycimierz, les rues de la ville sont décorées de tapis de fleurs sur le trajet de la procession de la Fête-Dieu. Cette tradition, présentée par la Pologne, est sélectionnée sur la liste représentative du patrimoine culturel immatériel de l'humanité par l'UNESCO en décembre 2021.

### Portugal
- À Póvoa de Varzim, le 2e dimanche de Pâques, se déroule la procession de Notre-Dame de l'Exil (Senhora do Desterro) dans les rues du quartier de Bairro Norte (pt), décorées de tapis de fleurs.
- Des tapis de fleurs sont aussi réalisés à Caminha, à Baguim do Monte lors de la fête de l'Immaculée conception, à Barcelos, à Braga sur le chemin du monastère de Tibães (en), à Belinho, à Ponta Delgada (Açores) et à Funchal (Madère) à l'occasion de la Festa da Flor (pt).

### République tchèque
À Prague (Old Town Square), début septembre 2010 est installé un tapis de fleurs sur le thème de l'Europe, du même paysagiste que celui de la grand-place de Bruxelles, mais de plus petite dimension.

## En Océanie

### Nouvelle-Zélande
À Christchurch, le sol de la cathédrale est recouvert d'un tapis de fleurs à l'occasion du festival des fleurs.